# Peace and Solidarity Committee

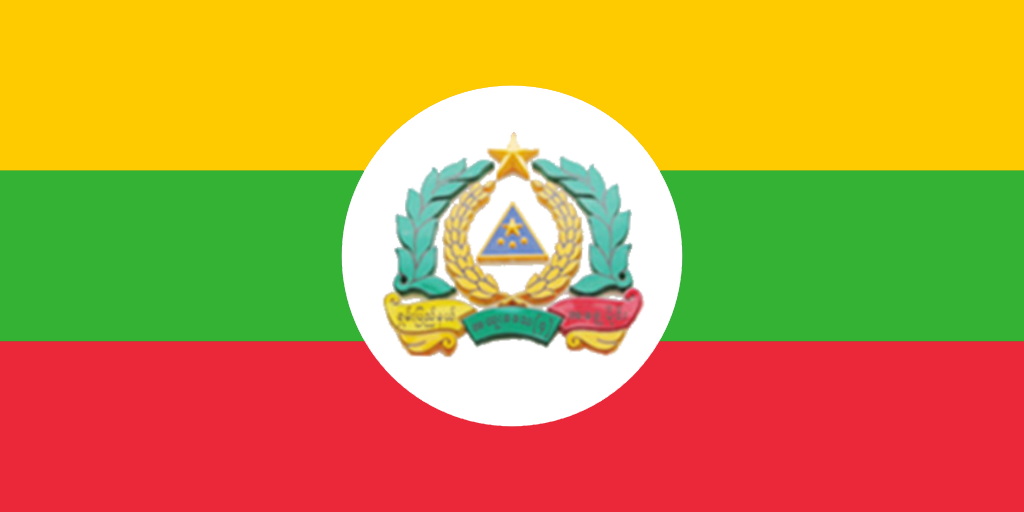
Fahne des Peace and Solidarity Committee

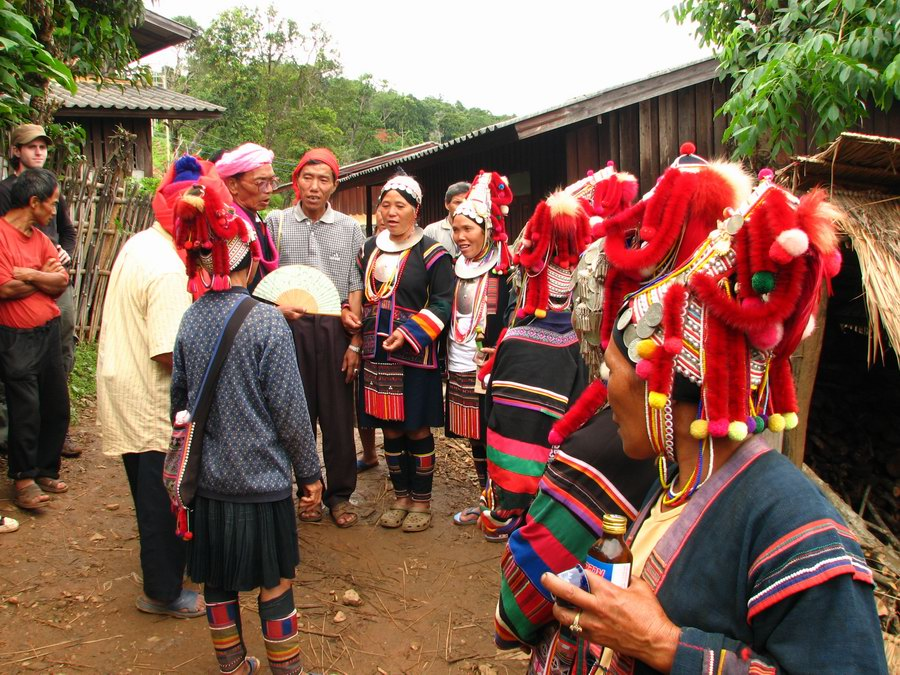
Das Peace and Solidarity Committee sieht sich als Vertretung der Bergvölker im östlichen Shan-Staat. Im Bild Akha bei einer Beerdigung

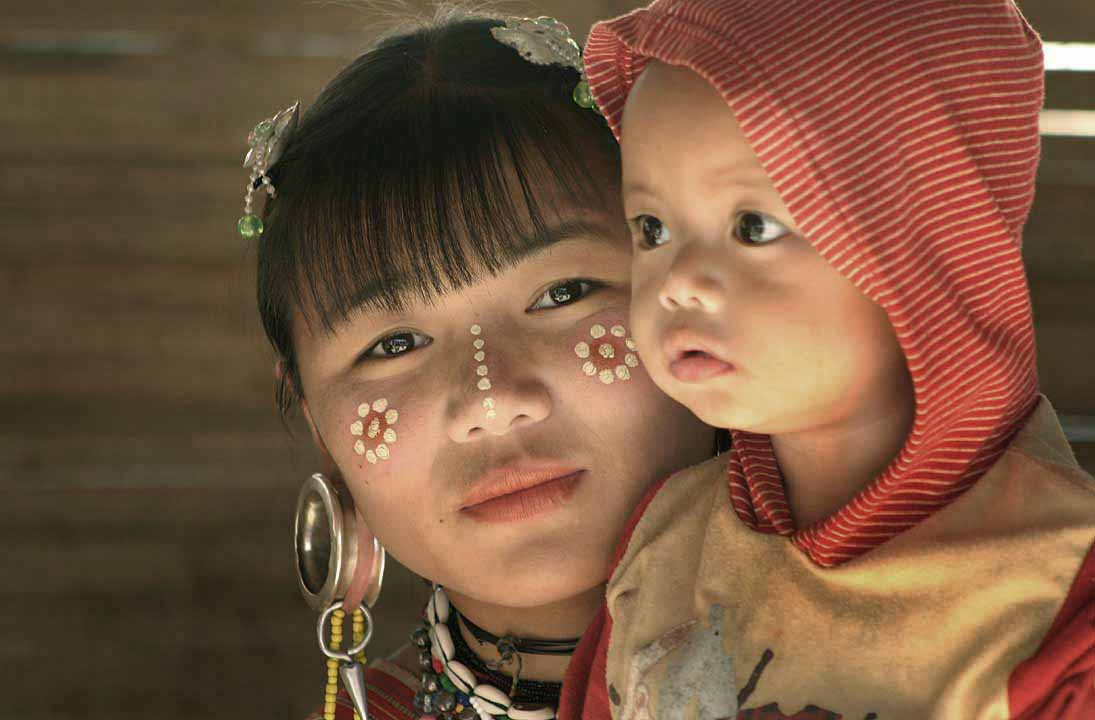
Lahu-Mädchen

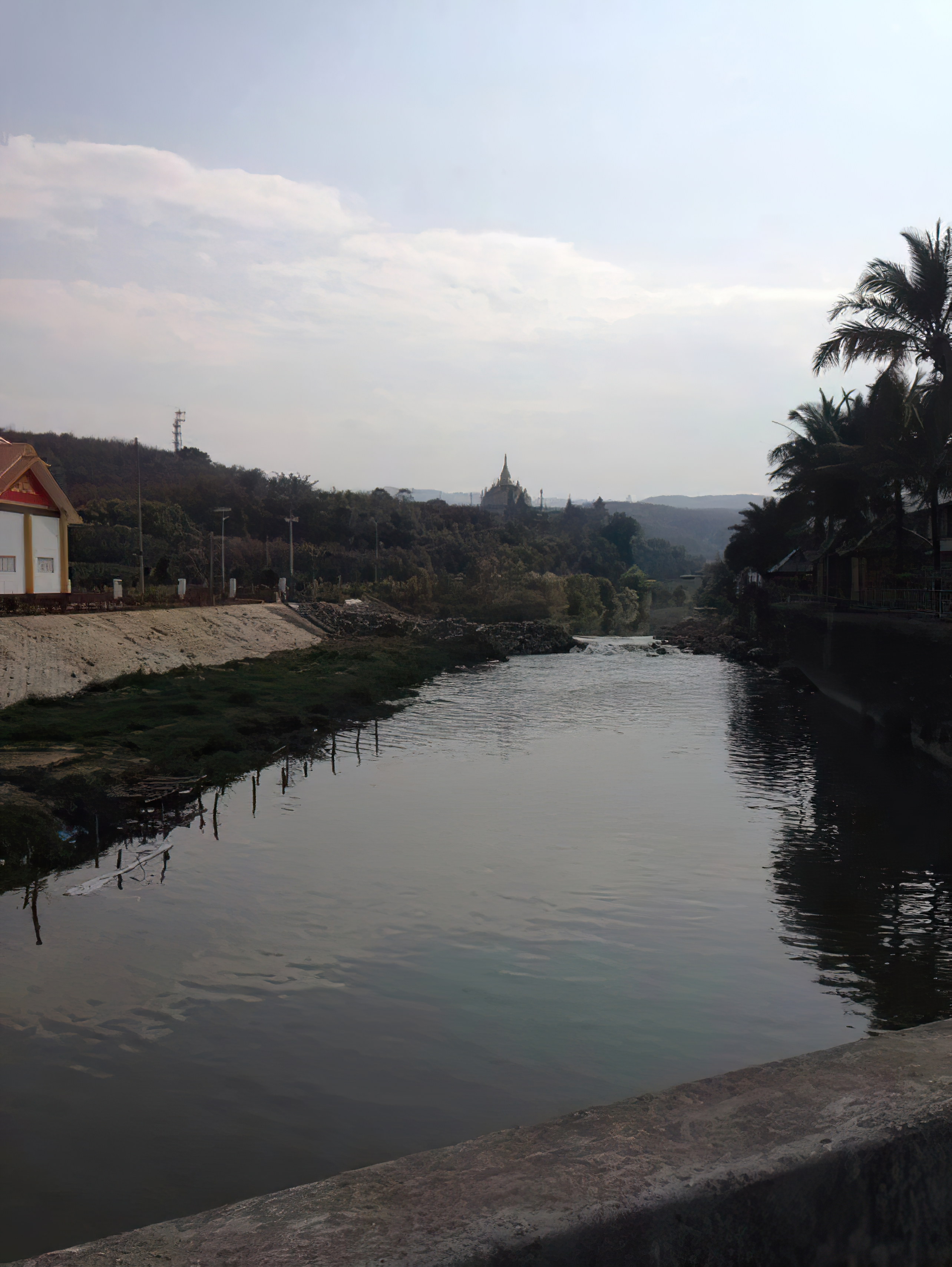
Mong La: Sitz des Peace and Solidarity Committee

Das Peace and Solidarity Committee kurz PSC ist eine politische Bewegung in Myanmar. Die PSC besitzt einen bewaffneten Arm, die National Democratic Alliance Army-Eastern Shan State kurz NDAA-ESS. Die PSC setzt sich für die Bevölkerung der multiethnisch geprägten Region Mong La ein, welche sie seit 1989 faktisch regiert. Sie fordert und kämpft politisch für eine größere Autonomie von der Zentralregierung. Die PSC versucht sich aus der Politik um eine Zentralregierung und den Bürgerkrieg möglichst herauszuhalten. Ihr einziges Interesse ist die Verwaltung des Mong La Gebietes. Im Gegensatz zu anderen ethnischen Organisationen wurde der PSC keine spezielle administrative Region in der Verfassung von 2008 garantiert. Sie beruft sich weiterhin auf einen Waffenstillstand aus dem Jahre 1989, um ihre Legitimität zu begründen. Die PSC schaffte es in einer sehr strukturschwachen Region, einen eigenen funktionierenden Mini-Staat mit zirka 8.000 Quadratkilometern und 100.000 Bewohnern aufzubauen.

## Geschichte
Die PSC entstand genauso wie die NDAA-ESS nach einem Putsch innerhalb der kommunistischen Partei Burmas. Damals rebellierten die mehrheitlich von Bergvölkern wie den Shan, Akha und Lahu bestehenden Fußtruppen gegen die burmesisch geprägte Führung der Partei. Im selben Jahr schloss die PSC einen Waffenstillstand mit der Regierung in Yangon. Sie war die Letzte von mehreren sogenannten bewaffneten ethnischen Organisationen der kommunistischen Partei, die einen Waffenstillstand abschloss. Die Regierung zog sich aus dem Mong-La-Gebiet zurück, und die PSC konnte das Gebiet autonom verwalten. Der Waffenstillstand hält bis heute (Stand Mai 2024). Die PSC versuchte, ihre Gebiete dem Tourismus zu öffnen, was ihr auch bis 2005 umfänglich gelang. Mong La verwandelte sich rasch in ein kleines Las Vegas mit Spielkasinos und Freizeitparks. Besonders bei Chinesen war Mong La als Urlaubsort beliebt. 2005 führten die Spielkasinos zu Verstimmungen mit China, welche die PSC zwang, diese für ein Jahr zu schließen. Danach sorgten strikte Grenzkontrollen dazu, dass der ursprüngliche Besucherstrom nicht mehr dieselben Zahlen erreichte. Nach 2012 wurde Mong La beliebt unter Thai-Besuchern da sowohl in China als auch in Thailand Glücksspiel verboten ist. Das PSC arbeitet aber weiterhin eng mit China zusammen. Kommunikation, Strom und andere wichtige Dienstleistungen werden aus China bezogen. Offizielle Währung im Gebiet ist der Yuan. Der PSC gelang es bis heute (Mai 2024), sich aus allen Kämpfen und Bürgerkriegen im Land herauszuhalten. Abgesehen von kleinen Gebietsstreitigkeiten mit dem benachbarten Wa-Staat gab es keine militärischen Auseinandersetzungen. Die PSC führt dies auf eine starke eigene Armee zurück. Es besteht eine Wehrpflicht im Gebiet und aus jeder Familie muss mindestens ein Kind einen 6-jährigen Militärdienst absolvieren. Wehrpflicht gilt für Männer und Frauen gleichermaßen. Die PSC unterschrieb das nationale Waffenstillstandsabkommen der zivilen Regierung 2015 nicht. Dabei folgte sie dem Beispiel der United Wa State Army, welches das Abkommen auch nicht unterschrieb. Das PSC führte aber Gespräche mit der 2021 an die Macht gekommenen Militärregierung.

## Ziele
Die PSC hat sich zum politischen Ziel gesetzt, eine föderale demokratische Union aufzubauen, die Demokratie, Menschenrechte und Selbstbestimmung garantiert. Die PSC kooperiert politisch und militärisch mit der United Wa State Party UWSP. Die PSC bzw. die NDAA-ESS ist außerdem Mitglied des Federal Political Negotiation and Consultative Committee FPNCC, das von der United Wa State Army UWSA geleitet wird.